# 혼전특급
《혼전특급》(婚前特急)은 요시타카 유리코가 주연을 맡은 2011년 일본의 로맨틱 코미디 영화이다.
자유롭게 연애를 즐기던 24살의 이케시타 치에가 친구의 결혼을 계기로, 사귀고 있는 5명의 남자 친구 가운데 진정한 상대를 찾는 과정을 그린 코미디 영화이다.
이 작품은 감독 마에다 코지의 장편 상업 영화 데뷔작으로, 뒷이야기를 다룬 《혼전특급》 시리즈가 발매되었다.

## 출연
- 이케시타 치에 - 요시타카 유리코
- 타나시 타쿠미 - 하마노 켄타
- 하마구치 도시코 - 와타나베 안
- 오쿠다 미카 - 이시바시 안나
- 니시오 미노루 - 카세 료